# Famille de Fortia

Armes

Fortia, maison ancienne, originaire de la Catalogne, est connue depuis le XIIe siècle. Elle a formé en France, depuis la fin du XIVe siècle, plusieurs branches, dont quatre principales sont : Fortia d'Urban, Fortia de Montréal, Fortia de Piles et Fortia-Chailly.

## Fortia d'Urban
- François de Fortia d'Urban (1631-1701), militaire français ;
- Agricol-Joseph Fortia d'Urban (1756-1843), historien français.

## Fortia de Montréal
- Louis de Fortia-Montréal (v.1618-1661), évêque français.

## Fortia de Piles
- Alphonse de Fortia de Piles (1758-1826) ;
- Alphonse de Fortia, marquis de Forville et de Piles (mort en 1708 ou 1711), chef d'escadre des galères du Roi ;
- Toussaint de Fortia dit le « chevalier de Piles » (1678-1760), chef d'escadre des armées navales (1747).

## Autres personnalités
- Marc Fortia, Premier président de la Chambre des comptes de Bretagne de 1551 à 1574.